# NGC 241
NGC 241 è un ammasso aperto situato nella costellazione del Tucano.

## Descrizione
NGC 241 è situato all'incirca alla stessa distanza dalla Terra della Piccola Nube di Magellano, vale a dire 199.000 anni luce.

## Scoperta
L'ammasso NGC 241 è stato scoperto l'11 aprile 1834 dall'astronomo britannico John Herschel. Herschel osservò poi nuovamente l'ammasso il 12 agosto dello stesso anno. Questa seconda osservazione è registrata nel New General Catalogue con la designazione NGC 242, che quindi è solamente un duplicato dello stesso oggetto.